# Nivelační bod

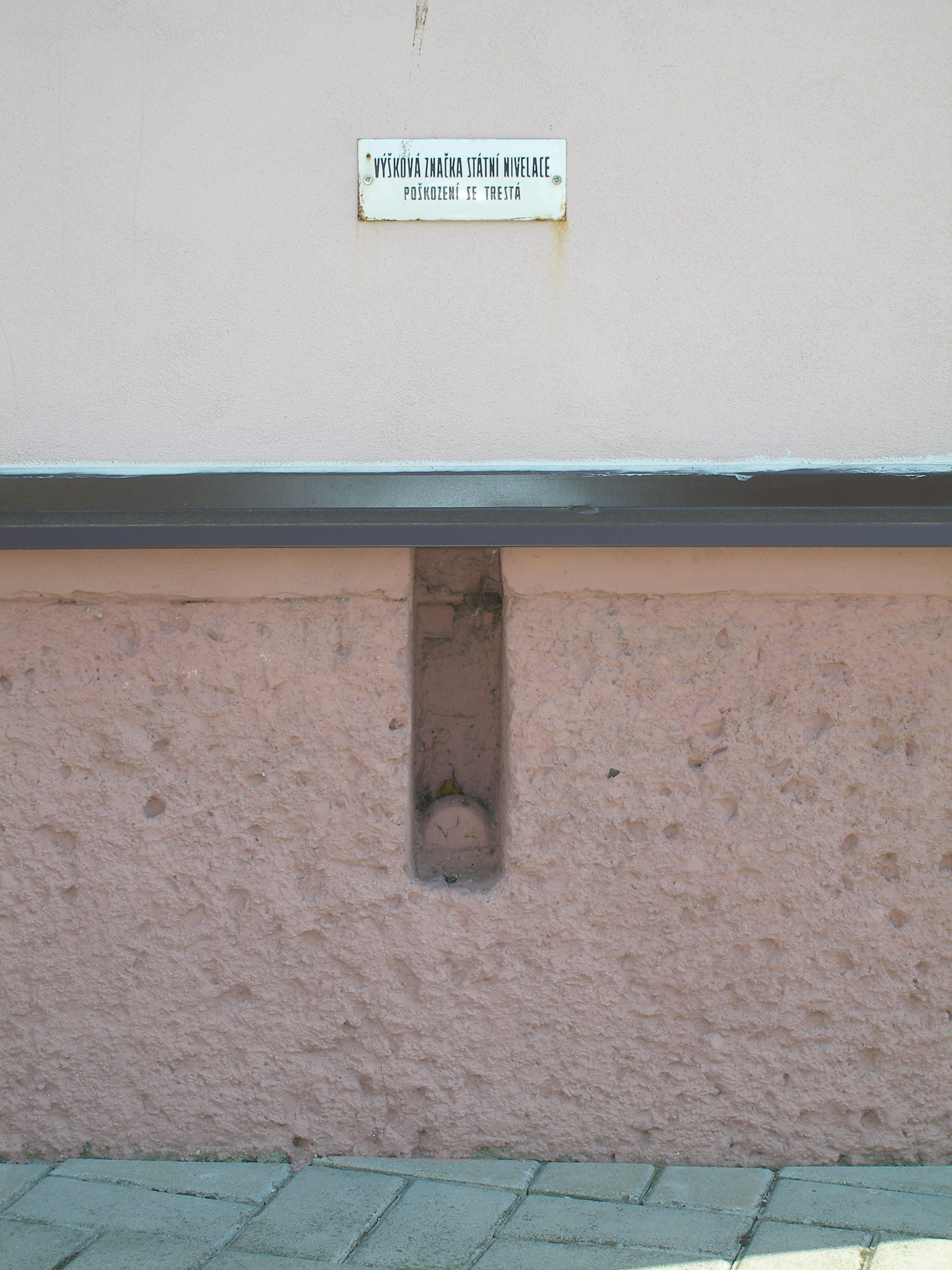
Nivelační bod v Dobříni

Nivelační bod je geodetický bod, který slouží jako vztažný bod pro výšková měření. Jednotlivé body propojené měřením tvoří nivelační sítě, rozdělené dle přesnosti na jednotlivé řády.

## Výška
U každého bodu je evidována nadmořská výška určená metodou zvanou nivelace. Výška je uvedena v metrech, obvykle s přesností na tři desetinná místa a je uvedena v dokumentaci, kterou v České republice spravuje Zeměměřický úřad (ZÚ) nebo katastrální úřad (KÚ) v příslušném okrese.
Výška je vztažena k hladině moře, v Česku ke střední hladině moře Baltského (systém Bpv = Baltský po vyrovnání).
Do roku 2000 bylo možné užívat i Jadranský výškový systém, vztažený ke střední výšce Jaderského moře (mareograf na molu Sartorio). Výška v systému Jadran byla přibližně o 0,4 m výše než v systému Bpv.
Nejznámější výškový bod I. řádu (nejvyšší přesnost) je Locus perennis u Lišova v okrese České Budějovice.

## Dokumentace
Dokumentace obsahuje i místopisné údaje bodu, aby bylo možné bod nalézt, způsob stabilizace (obvykle čepová značka), číslo bodu v nomenklatuře nivelačního tahu a umístění značky na objektu.